# La duda (telenovela de 2002)
La duda es una telenovela mexicana producida por Fides Velasco para TV Azteca entre 2002 y 2003, siendo una historia original de José Luis Durán. Se estrenó a través de Azteca Trece el 21 de octubre de 2002 en sustitución de Por ti, y finalizó el 21 de marzo de 2003 siendo reemplazada por Un nuevo amor.
Está protagonizada por Silvia Navarro y Omar Germenos, junto con Víctor González, Sergio Bustamante, Saby Kamalich, Julieta Egurrola, Marta Aura y Elizabeth Cervantes en los roles antagónicos.

## Trama
Gabriel y Victoria fueron tocados por el amor y la tragedia. Los padres de uno fueron los padrinos de la otra. Así fue como ante Dios se crearon lazos inquebrantables entre estas dos familias, que después terminaron por romperse ante la traición, la ambición y el pecado. Ni ella ni él saben por qué sus familias terminaron por separarse y se convirtieron en enemigas. Tampoco saben por qué son ellos los que llevan a cuestas la culpa de sus padres, y menos aún por qué deben separarse cuando se han amado toda la vida. La duda surge, les invade, les carcome el alma y los pensamientos, pues los corazones de estos dos jóvenes luchan por estar juntos y su único obstáculo parece ser amarse.

## Reparto
- Silvia Navarro como Victoria Altamirano Rojas
- Omar Germenos como Gabriel Torres-Ledesma Araujo
- Víctor González como Julián
- Sergio Bustamante como Adolfo Torres-Ledesma Rivas
- Julieta Egurrola como Teresa Araujo de Torres-Ledesma
- Saby Kamalich como Elvira Rivas vda. de Torres-Ledesma
- Leonardo Daniel como Daniel
- Elizabeth Cervantes como Valentina Luján Martínez
- Marta Aura como Azucena Martínez de Luján
- Pedro Sicard como Arturo
- José Carlos Rodríguez como Mario Luján
- Adriana Parra como Jacinta
- Alejandra Lazcano como Graciela
- Martín Altomaro como Luis
- Ana Laura Espinosa como Romualda
- Ángeles Cruz como Dominga
- Luisa Dander como Tachita
- Marco Treviño como Martín
- Socorro de la Campa como Rosa
- Andrés Palacios como Chimino
- Alberto Casanova como Lencho
- Carolina Carvajal como Carolina
- Arleta Jeziorska como Florenza
- Alejandro Lukini como Humberto
- Jesús Ochoa como Santiago Altamirano Guzmán
- Fabiana Perzabal como Karla
- Maribel Rodríguez como Margarita
- María Rojo como Amelia Rojas de Altamirano
- Daniela Spanic como Blanca

## Problemas legales
Se tuvo que cambiar la historia original debido a que los autores de El manantial -José Cuauhtémoc Blanco, Víctor Manuel Medina y María del Carmen Peña- levantarían una demanda ante plagio de su obra original del 2001 trasmitida por Televisa y protagonizada por Adela Noriega y Mauricio Islas.

## Premios y reconocimientos

### Premios Palmas de Oro 2003
| Categoría                | Nominada       | Resultado |
| ------------------------ | -------------- | --------- |
| Mejor Actriz Protagónica | Silvia Navarro | Ganadora  |